# Biblen (standupshow)
|  | Andre artikler om biblen: Bibel (flertydig). |
Biblen var et standup-show som de to komikere Brian Mørk og Christian Fuhlendorff optrådte med sammen i 2006. Showet omhandlede bogen af samme navn, og Fuhlendorff og Mørk optrådte med standup om henholdsvis det Gamle og Det Nye Testamente. Begge komikere læste hele biblen forud for showet, for at kunne skrive materiale om indholdet. Showet blev holdt på Comedy Zoo i København.
Fuhlendorff behandlede bl.a. skabelsesberetningen, Adam og Eva, Moses og flugten fra Egypten samt De Ti Bud.
Mørk snakkede bl.a. Jesus fødsel, Harald Blåtand, Poppo, jernbyrd og Jellingstenene, katolicisme kontra protestantisme, konfirmation, bryllup og begravelse.
Showet var Fuhlendorffs første show og modtog gode anmeldelser.
I 2008 optrådte bl.a. Jonathan Spang og Rune Klan med skrakostykket Biblen.